# 10421 Далматін
10421 Далматін (10421 Dalmatin) — астероїд головного поясу, відкритий 9 січня 1999 року.
Тіссеранів параметр щодо Юпітера — 3,480.